# Jan Młotkowski
Jan Młotkowski (ur. 17 czerwca 1928 Lipszczyzna na Wołyniu, zm. 23 maja 2007 w Poznaniu) – polski biolog, historyk, działacz społeczny.
Urodzony na Wołyniu (wieś Lipszczyzna, okolice Beresteczka), osierocony jako dziecko. Świadek ludobójstwa na Polakach dokonanego przez nacjonalistów ukraińskich.
Mieszkał w Poznaniu, ukończył wyższe studia biologiczne w tym mieście. 
Autor kilku pozycji książkowych, z zakresu medycyny naturalnej pozytywnie zaopiniowanych przez lekarzy. Są to jedne z pierwszych pozycji autorstwa rodzimego wskazujące na problem ziołolecznictwa, a także nadmiernego stosowania środków farmakologicznych na wszelakie dolegliwości. Autor ukazuje w jakim stopniu wadliwa dieta i stres są odpowiedzialne za choroby, i omawia metody walki ze skutkami za pomocą jogi. Prekursor połączenia ćwiczeń jogi w uzyskiwaniu poprawy stanu zdrowia w
połączeniu z wiarą chrześcijańską (z reguły joga należąca do ćwiczeń wschodnich oparta jest i rozumiana jako uzupełnienie wschodnich filozofii). W pozycjach tych m.in. wnioskuje, że podstawą i źródłem wszelkich schorzeń jest wadliwa dieta i stres.
W 1976 roku wyjechał na zaproszenie Polonii Amerykańskiej uczestnicząc w obchodach 200. rocznicy Niepodległości Stanów Zjednoczonych. Tam też, jako Członek Honorowy Stowarzyszenia Pamięci Kapitana Stanisława Młotkowskiego w Wilmington, spotkał się z amerykańskimi naukowcami. 
Reaktywował zlikwidowane wcześniej Towarzystwo Gimnastyczne "Sokół", zarejestrowane w dniu 6 listopada 1989 roku i nawiązując tym samym do Polskiego Towarzystwa Gimnastycznego "Sokół", które odegrało rolę w odzyskiwaniu niepodległości w latach I wojny światowej jako najliczniejsza organizacja niepodległościowa.
Ponadto Jan Młotkowski napisał kilka pozycji książkowych mówiących o mordach nacjonalistów ukraińskich na Polakach w latach 1939–1947 OUN-B (banderowcy).
Niektóre pozycje były wydawane pod pseudonimem Jan Sokół przez Ośrodek Pojednania Polsko-Ukraińskiego w Chicago, a także Polskie Towarzystwo Miłośników Krzemieńca i Ziemi Krzemienieckiej im. Juliusza Słowackiego w Poznaniu (praca zbiorowa pod redakcją Jana Młotkowskiego) - jest to wydanie dwujęzyczne polsko-niemieckie i polsko-angielskie. Pozycja ta opierała się na wystawie rysunków ilustrujących metody tortur nacjonalistów ukraińskich, niektóre reprodukcje zamieszczono z opisami (data dokonania zbrodni, miejsce, rejon) w cytowanej pozycji. Wystawa była eksponowana w różnych miastach Polski. Napisał też katalog do wystawy. W pracy tej znajdują się również teksty Wiktora Poliszczuka – polsko-kanadyjskiego politologa polsko-ukraińskiego pochodzenia. 

## Wybrana literatura
- Lecz się Sam. Poradnik Terapii Naturalnej, t. I, II, III, 1993.
- Joga Dla Ciebie, KAW 1990.
- Kresy Wschodnie w latach 1939-1947 Okrutna Historia - Katalog Wystawy,
- Kresy Wschodnie We Krwi Polskiej Tonące, Chicago-Poznań 2004/2005, wyd. II poszerzone.
- Jan Sokół, Józef Sudo, Kresy Wschodnie we Krwi, Chicago-Poznań-Wrocław 1998.
- W XX wieku W Europie Torturowano za Wyznanie Rzymskokatolickie, Wyd. Polskie Towarzystwo Miłośników Krzemieńca i Ziemi Krzemienieckiej im. Juliusza Słowackiego w Poznaniu.